# جمعية النهضة الإسلامية
جمعية النهضة الإسلامية هي جمعية سرية تأسست عام 1918 في النجف، كانت تعمل على نشر الدعاية المناوئة للاحتلال البريطاني في العراق، وكان لها دور في مواجهة القوات البريطانية أثناء ثورة النجف، وانضم لها معظم الشيوخ والعلماء من الوجوه النجفية المعروفة.
وتعد الجمعية أول تنظيم سياسي - إسلامي، أسس في العراق الحديث، بعد أن انفرط عقد الجمعيات والأحزاب الإصلاحية والاستقلالية القومية، والإسلامية المحافظة، التي ظهرت قبل الحرب العالمية الأولى.

## مقدمة
عند اندلاع الحرب العالمية الأولى، كان العراق تحت حكم الدولة العثمانية، والتي كانت من خصومها الإمبراطورية البريطانية، فبدأ البريطانيون باحتلال العراق، وذلك من باب الضغط وإضعاف الدولة العثمانية، وهنا بدأ العراقيون يشعرون بخطورة الأحداث، إذ كانت تصلهم أخبار مناطق الإستعمار ومساوئها بكل جدية، فانطلق العراقيين بتنظيم صفوفهم في تجمعات وتحركات لمواجهة قوات الاحتلال، إثر ذلك تأسست العديد من الجمعيات التي كان لها دورًا بارزًا في كثير من الأحداث والصدامات التي وقعت بين البريطانيين من جهة والعراقيين والعثمانيين من جهة أخرى، وخصوصًا في ثورة العشرين، ومنهن جمعية النهضة الإسلامية التي تأسست بشكل سري وغير معلن وذات تنظيم إعتيادي في النجف أواخر عام 1917 والتي لم تدم طويلًا.

## نشاط الجمعية

### التأسيس
بعد احتلال بغداد من قبل القوات البريطانية في 11 اذار عام 1917 وقع العراق تحت حكم الإمبراطورية البريطانية لتنطوي صفحة العثمانيين وتدخل البلاد بعدها في عهدٍ جديدٍ، وفي تشرين الثاني من العام نفسه عقد اجتماعًا في النجف لكبار شخصيات المدينة وقرروا في ما بينهم تشكيل تحرك سري وغير معلن ضد الإستعمار البريطاني للبلاد عُرف ب«جمعية النهضة الإسلامية» وكان هدفها تخليص العراق من السيطرة الإنجليزية وضمان إستقلال العراق، وبينت أهمية حمل السلاح بوجه البريطانيين من أجل تحقيق ذلك الهدف، وهناك من رجح بأن الاجتماع وقع قبيل احتلال بغداد.

### النشاط الإعلامي
وفي نشاطها الإعلامي انهمكت هذه الجمعية في الدعوة اليها من خلال نشر المنشورات، فقد كانت تصدّر نشرة دورية، تكتب المنشورات باليد، وتوزع على الناس، وتلصق الإعلانات المندّدة بسياسة المحتلّين على الجدران، كجدران البيوتات والبنايات الكبيرة، وجدران الصحن الحيدري، وإنتهزت كل مناسبة للتشهير بسوء إدارتهم. ولأجل أن تضمن هذه الجمعية تحقيق أهدافها، نشرت دعوتها بين القبائل المحيطة بالنجف والكوفة وأبو صخير والشامية، وبين حملة السلاح من أهل النجف، و ذلك بتكتّم شديد و حذر كبير، فانضم اليها جمع من شيوخ العشائر.

### النشاط السياسي
ارتأت الجمعية الإتصال بالجيش العثماني الذي كان ما يزال يقاتل البريطانيين في أطراف الفرات الأعلى بلواء الرمادي، وفقًا لشروط ومبادئ تتضمّن استقلال العراق، إذا ما كتب النصر لها، فراسلت الحاكم العسكري أحمد أوراق. كما اتّصلت ببعض رؤساء كربلاء لضمان العون لها عند الضرورة، ولكنّ رؤساء كربلاء لم يكتموا الأمر عن سلطات الإحتلال، فمكّنوها من حصر الحركة داخل النجف.
ويقول الدكتور علي الوردي: حدثني السيد عبد الوهاب الصافي، فقال: إنه كان يشهد بعض أعضاء الجمعية يجتمعون سراً في بيت خاله الشيخ عبد الكريم الجزائري، ويكتبون الرسائل إلى الأتراك». وذلك لتقوية جانبهم، لغرض الوصول إلى أهدافهم الكبيرة في تحرير العراق من المحتلين.
ويذكر أيضًا الشيخ محمد الخالصي في مذكراته المخطوطة، وكان في الموصل يومذاك، فيقول: «إنّ رسولينْ جاءا، وأخبرا بتشكيل جمعية في النجف، من أهل النجف وغيرهم، غرضها إنقاذ العراق من الإنكليز، لأن أهل العراق سأموا من ظلم الإنكليز واعتسافهم، وهم مستعدون لتنفيذ أي أمر يصدر من القيادة العثمانية، ونادمون أشد الندم على ما كان منهم.. فأخذتُ لهما من القيادة ما يلزم لإعاشتهما من القوت والمال، وخلعتْ عليهما القيادة خلعاً نفيسة، وخصصت لهما داراً إلى جنب دارنا، وبعد أيام حدث نزاع بينهما وصار يسعى كلٌّ بالآخر، فمنعتهما من ذلك وفرقتُ بينهما..»

### النشاط العسكري
كان للجمعية جناحا عسكريا، ومعظم المنضمين إليه هم من أبناء العشائر، فكانوا كثيري التحرك والحماس والقلقلة، وفي أحيان لا يعملون بإنتظام أو بأذن من قادة الجمعية، وهو ما دفع أحد اعضائها نجم البقال في 19 مارس 1918 لأن يقوم بخطة لقتل المارشال البريطاني في النجف بعد جمعه لبعض رفاقه من مسلحي الجمعية بلغ عددهم مائة شخص، اختير منهم عشرون رجلا لتنفيذ المهمة، فجرت معركة حامية في خان العطية الذي هو مقر الحاكم البريطاني على النجف، قتل فيها رجل من المهاجمين وجرح ثلاثة اخرون، وقتل المارشال وجرح ضابط آخر معه، وكان ذلك بداية ثورة النجف التي تبنتها هذه الجمعية، كما يعد السبب الرئيس الذي ادى لفرض حصارًا على النجف من قبل الحامية البريطانية في العراق.
ومن أسماء بعض المهاجمين:
1. الحاج نجم البقّال الدليمي
2. محسن أبو غنيم
3. مجيد بن الحاج مهدي دعيبل
4. حميد عيسى حبيبان
5. عبد حميمة الندّاف
6. عبد الحمامچي
7. سعيد العامري
8. صادق الأديب
9. شمران العامري
10. علوان آلبو ادليهم
11. حميد أحمد ياسين أبو السبزي
12. السيّد جعفر السيّد حسن الصايغ
13. حسن جوري
14. حبيب جاسم خضير
15. خطّار بن سلطان البديري
16. جودي بن عيسى ناجي
17. جاسم بن السيّد محمد علي طبّار الهوا
18. علوان الفتلاوي.

### الانحلال
بعد قيام ثورة النجف 1918 التي فجرّها نجم البقال وأنصاره والذين هم أحد الأعضاء العسكريين للجمعية، فرض الإنجليز حصارا على المدينة، فبدأت حالة من الفقر والتذمر وإنعدام حركات العمل والنشاط العسكري والسياسي تسود إرجاء النجف، وكذلك منُع أهاليها من التنقل الى خارج المدينة والأتصال بالمناطق المحيطة بهم، فتوقفت جميع مظاهر الحياة العمليّة، وكان ذلك السبب المباشر الذي أدى لوقف الجمعية عن نشاطها.
وكانت القيادة البريطانية على عمد في تحقيق كل ذلك لإنهاء الجمعية عن العمل، وذلك بعد أن كشفوا اتصالات قادة الجمعية بالأتراك، وما وقع بأيديهم من وثائق في مخلفات الجيش الألماني في المنطقة الغربية من العراق، استنتج الإنكليز، إن هذه الجمعية تابعة للسلطة العثمانية والألمان. والواقع إن هذه الجمعية بعد تأسيسها طلبت النجدة من الأتراك لغرض مدّها بالسلاح لتتمكن من مقاومة المحتلين البريطانيين.
فأنكشف أمر هذه الجمعية، وبدأت تنشأ حالة من الضغط عليهم من قبل القيادة البريطانية، وزاد شعور الأسف وفقدان الأمل في تحقيق أهدافها بين أعضاء الجمعية، فتفكك أعضائها وانشغل كلٌ منهم بنفسه، وبدأت تنحل الجمعية وتختفي تدريجيًا، وتأسس بعدها الحزب النجفي وأنضم أكثر أعضاءه إليه.

## منهاج الجمعية
وضع قادة الجمعية منهاجًا لها، تكون من إحدى وعشرين مادة، ومنها:
- المادة الأولى: أجمع رأي علماء الإسلام وقادتهم الأفاضل الأعلام على لزوم تفهيم الاُمّة الإسلامية، ووجوب تحكيم ارتباط أفراد المسلمين بعضهم ببعض تحت عنوان «الجامعة الإسلامية» للتكاتف والتعاضد والاعتصام بحبل الله؛ ليكون الإسلام كتلة واحدة على من سواهم).
- المادّة الثانية: أكدت الجمعيّة على ضرورة العمل من أجل تحكيم المفاهيم الإسلامية في المجتمع وتطبيق الشريعة الإسلامية، جاء فيها: (السعي لإعلاء كلمة الإسلام وسعادته وترقيته ومراعاة القانون الأعظم وهو الشرع الشريف المحمّدي والعمل به طبقاً لقوله تعالى: (وَلَن يَجْعَلَ آللّهُ لِلْكَافِرِينَ عَلَى آلْمُؤْمِنِينَ سَبِيلاً).

ونبذ التقاليد الإفرنجية الذميمة ورفضها، مع مباراة الأمم المتمدنة، ومجاراتها فـي المزايا الجميلة، ودرس الأحوال السياسية، والعمل بما ينفع به المسلمون ويعلو به الإسلام.
- المادّة الثالثة تبنّت الجمعيّة تأييد الاستقلال المطلق للحكومات الإسلامية بوجه عام والعراق بوجه خاصّ. فلقد كان اهتمامها كبيراً بالاستقلال التامّ، حتّى أنـّها أعربت عن استعدادها لمساعدة الهيئات العربيّة إذا كانت تسعى حقّاً للاستقلال الكامل، ومساندتها ماديّاً ومعنويّاً.

ويمكن اكتشاف علاقة الجمعيّة بالسيّد اليزدي من خلال المادّة السابعة من منهاجها، والّتي حدّدت فيها هيكلها التنظيمي، وذلك بأن يتألّف من جمعيّة مركزية عدد أعضائها (12) عضواً يرأسها المرجع الديني الأعلى للمسلمين، ولم تكن العلاقة بين السيد اليزدي والجمعية منتظمة بمعنى دقيق، لأنه لم ينضم إليها، رغم ذلك كانت تجري اتصالات بينهم في بعض الظروف الخاصة.

## آراء حول الجمعية
تعددت آراء وأقاويل المؤرخين والعلماء بين مدح وذم ونفي وإثبات، ومن جملتها:
- محمد مهدي الجواهري: نفى الجواهري أن تكون هناك جمعية ثورية سرية في النجف، كما نفى أن يكون محمد الجواد الجزائري ثاني رجل في الجمعية بعد الرئيس محمد علي بحر العلوم، وهو بذلك خالف الكثير من المؤرخين الذين ذكرو وجود جمعية سرية في النجف بأسم جمعية النهضة الإسلامية.
- عبد الرزاق الحسني: (تألفت في النجف – قبيل احتلال بغداد- جمعية إسلامية باسم (جمعية النهضة الإسلامية) استهدفت تخليص العراق المسلم من براثن السيطرة الإنكليزية، وتأليب المسلمين على الأجانب الكافرين ضماناً لاستقلال البلاد وتحريرها من ربقة الاستعمار. وكان من أعضاء هذه الجمعية العالمين: السيد محمد علي بحر العلوم والشيخ محمد جواد الجزائري والشيخ محمد علي الدمشقي والسيد إبراهيم البهبهاني ومحمد حسن شليلة والشيخ عباس الخليلي، وكان الخليلي من اشد الأعضاء حماسة، وأكثرهم حركة … وقد انهمكت هذه الجمعية في نشر المنشورات، ولصق الإعلانات المندّدة بسياسة المحتلين على الجدران، وانتهاز كل مناسبة للتشهير بسوء إدارتهم، وعظيم غطرستهم. وكانت اجتماعات الأعضاء تعقد في محلات متفرقة وأويقات مختلفة حذراً من الجواسيس وضعاف الإيمان، وهذا يعني أنه أصبح لـ “جمعية النهضة الإسلامية” حزب سياسي تسيّره الأدمغة المفكرة، وآخر حربي قوامه حملة السلاح).
- جعفر آل محبوبة: أكد وجود جمعية النهضة الإسلامية في النجف في كتابه ماضي النجف وحاضرها، كما يعد المصدر الأول لأحداث النجف عام 1918.
- علي الوردي: (وقد صاغت الجمعية منهاجاً لها “يقصد جمعية النهضة الإسلامية” مؤلفاً من إحدى وعشرين مادة فنقل فيما يلي المادة الثانية منها لأنها تلخص الأهداف الرئيسة للجمعية، وهذا نصّها: (السعي لإعلاء كلمة الإسلام وسعادته وترقيته، ومراعاة القانون الأعظم في ذلك ألا وهو الشرع الشريف المحمدي والعمل به طبقاً لقوله تعالى : وَلَن يَجْعَلَ اللّهُ لِلْكَافِرِينَ عَلَى الْمُؤْمِنِينَ سَبِيلاً ونبذ التقاليد الافرنجية الذميمة ورفضها، مع مباراة الأمم المتمدنة ومجاراتها في المزايا الجميلة ودرس الأحوال السياسية والعمل بما ينتفع به المسلمون ويعلو به الإسلام).).
- محمد رضا الشبيبي: اتفق مع محبوبة في وجود مثل هكذا جمعية قبل ثورة العشرين.

## من أعضاء الجمعية
انضم لها الكثير من النجفيين والمناطق المجاورة للنجف ويتوزع تنظيمهم كالآتي:
القيادة
- القائد: محمد مهدي بحر العلوم
- النائب: محمد الجواد الجزائري
- السكرتير: عباس الخليلي

الجناح السياسي
- إبراهيم البهبهاني
- محمد علي الدمشقي
- مرزوك العواد
- الشيخ وداي العلي
- الشيخ سلمان الفاضل
- رايح العطية

الجناح العسكري
- انضم لها المئات من حملة السلاح من عائلات النجف المعروفة، ومن هذه العائلات التي شارك ابناؤها ضمن الجناح العسكري للجمعية: آل صبّي، و آل غنيم، و آل شبع، و آل كرماشة، و آل العكايشي، و آل الحاج راضي، و آل گلل، و آل عدوة، و غيرهم.

ومن أبرز العسكريين:
- الحاج نجم البقّال
- كاظم صبّي
- عباس علي الرمّاحي
- كريم الحاج سعد الحاج راضي

ولم يشترك فيها أحد من آل السيّد سلمان رؤساء طرف الحويش من أطراف النجف الأربعة.
وكان بعض أعضاء الجمعية يقوم بدور الوساطة و الاتصال بين الجناحين السياسي والمسلّح لهذه الجمعية.